# Rákóczi József
Rákóczi József (Bécs, 1700. augusztus 17. – Cernavodă, 1738. november 10.) II. Rákóczi Ferenc és Sarolta Amália hessen–wanfriedi hercegnő nagyobbik fia.

## Élete

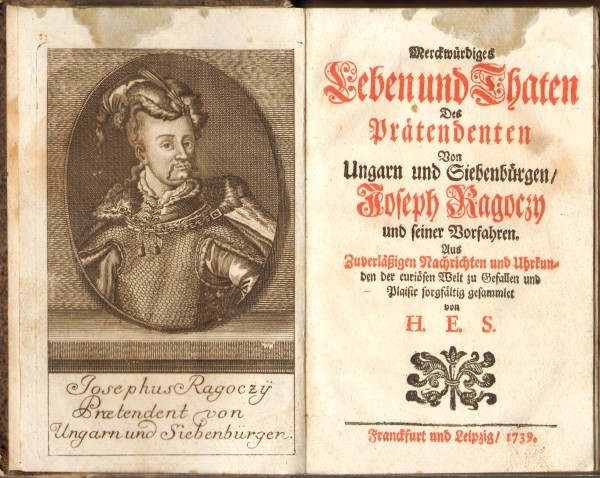
Rákóczi József életrajzának címlapja (Frankfurt–Lipcse, 1739)

Rákóczi József 1700. augusztus 17-én született II. Rákóczi Ferenc és Sarolta Amália hessen–wanfriedi hercegnő második fiaként. Születésének évében halt meg szüleinek elsőszülött fia, a négy esztendős Lipót Lajos György. A kis József alig volt egy esztendős, amikor apja Longueval francia követ árulása miatt a bécsújhelyi börtönbe került. Felesége, Sarolta Amália azonban lefizette a Rákóczi őrzésével megbízott Gottfried Lehmann kapitányt, és sikeresen megszöktette férjét a börtönből. Rákóczi Lengyelországba menekült, mialatt a bécsi udvar Sarolta Amáliát kolostorba záratta, és elszakította két fiától. A Rákóczi-gyermekek, József és a nála egy évvel fiatalabb György Bécsbe kerültek, és császárhű nevelést kaptak. József eredeti neve helyett a marchese di San Carlo nevet kapta. 1734-ben a munkácsi hercegi címet kapta akkor már Rodostóban élő apjától. József megszökött Bécsből, s Rómába, Nápolyba, Párizsba, majd Madridba ment, 1736-ban apja halála után, amikor kitört az újabb orosz–osztrák–török háború, I. Mahmud szultán Rodostóba hívta, és erdélyi fejedelemmé jelölte. A szultán megkérte, hogy még élő kurucokból állítson ki csapatot a török hadsereg számára, amellyel megindíthatná az újabb kuruc szabadságharcot. 1738. április 29-én III. Károly rendeletet adott ki a herceg elfogására, amennyiben József átlépné a birodalma határát. Mint trónkövetelő részt vett az 1737-38-i Erdély elleni hadjáratban, de ennek semmiféle eredménye nem volt. Az a kevés kuruc, aki még összegyűlt, beteg és rokkant ember volt többnyire, a harcokban szinte semmit nem szerepeltek, Rákócziért egyedül a kirendelt török és román katonák harcoltak, de a rég kihunyt kuruc eszmét már nem lehetett feléleszteni. Mahmudnak sem volt ezzel a lépéssel komolyabb szándéka, minthogy az osztrákokkal szemben valamilyen presztízsnövelő eszközt találjon a háborúban. Rákóczi József léha élete, kalandorsága azonban visszatetszést keltett a bujdosókban. A hadjárat közben halt meg.

## Leszármazottai
Rákóczi József nem nősült meg, de egy Marie de Contaciéra nevű francia nemeslánnyal folytatott viszonyából 1736-ban született egy leánya, Rákóczi Mária Erzsébet, aki 1780-ban apácaként halt meg egy párizsi vizitációs zárdában.